# Miguel Jacinto Meléndez
Miguel Jacinto Melendez (Oviedo, 1679 - Madrid, 25 de agosto de 1734) fue un pintor español. 

## Biografía
Miguel Jacinto Meléndez nace en Oviedo en 1679 siendo hijo de Vicente Meléndez de Ribera y de Francisca Díaz de Luxío y hermano mayor del también pintor Francisco Antonio Meléndez. Siendo niño su familia emigró a Madrid donde Miguel Jacinto aprendió el arte de la pintura posiblemente de la mano del pintor José García Hidalgo y en la Academia del Conde de Buena Vista del modo tradicional: copiando estampas y dibujos, luego al natural y, finalmente, copiando cuadros de grandes maestros del siglo XVII. 

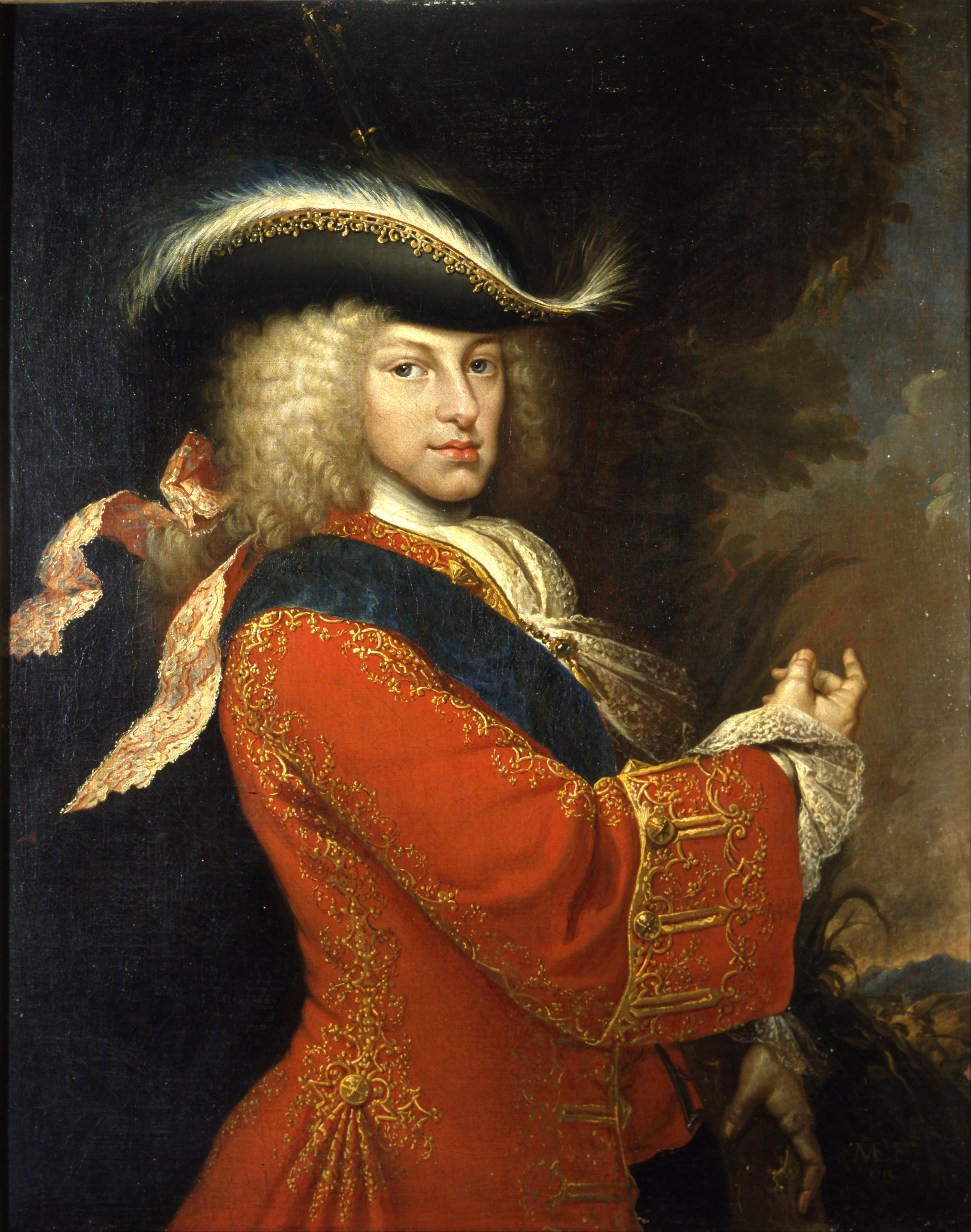
Felipe V vestido de cazador (1712), por Miguel Jacinto Meléndez, Museo Cerralbo (Madrid).

Cuando se casa con María del Río, en 1704, Meléndez ya ha terminado su etapa de formación y se gana la vida como pintor en la Corte fundamentalmente realizando retratos de Felipe V y María Luisa de Saboya en un período en el que la Guerra de Sucesión Española paraliza cualquier actividad artística cortesana. En este contexto se le nombrará Pintor honorario del Rey, sin sueldo, el 31 de junio de 1712. Meléndez sólo conseguirá los 720 maravedíes anuales de gajes que conllevaba el cargo en febrero de 1727.
Al finalizar la Guerra de Sucesión la vida de Meléndez sufre importantes modificaciones. Así, el 19 de octubre de 1715, su mujer, María del Río, muere de postparto cinco días después de dar a luz a su hijo Julián Joaquín. Un año más tarde, el 21 de octubre de 1716 se vuelve a casar con Alejandra García de Ocampo de la que tuvo dos hijas; Josefa María y María Vicenta, esta última muerta siendo niña.
Principalmente se dedicó a los retratos, realizando los de la casa real entre 1708 y 1728. En 1712 fue nombrado pintor de cámara por Felipe V, quien puede considerarse su mejor cliente, ocupando la plaza que había quedado vacante por muerte de Manuel de Castro. Pero cuando la corte se trasladó a Sevilla, donde estuvo desde 1729 a 1733, Meléndez prefirió quedarse en Madrid y ello supuso su declive comercial, al ser monopolizdos los encargos de retratos regios por Jean Ranc y su taller.
En los últimos años de su vida, Meléndez se especializó en retratos de nobles españoles (fundamentalmente los dos espléndidos retratos del marqués de Vadillo) y en diferentes ejemplos de pintura religiosa encargada por diferentes congregaciones.
Con una posición económica desahogada y una clientela importante, aunque con el favor real "secuestrado" por Ranc, Miguel Jacinto Meléndez morirá en Madrid el 25 de agosto de 1734 dejando a su viuda e hijos una desahogada posición económica.
Su estilo está influido por Van Dyck y la escuela flamenca, aunque en las imágenes de vírgenes se nota la influencia de Juan Carreño de Miranda.

## Otros proyectos
- Wikimedia Commons alberga una categoría multimedia sobre Miguel Jacinto Meléndez.
- Portal:Pintura. Contenido relacionado con Pintura.
- Portal:Biografías. Contenido relacionado con Biografías.

- Datos: Q3068296
- Multimedia: Miguel Jacinto Meléndez / Q3068296